# Gauche caviar
 (avril 2016).
Si vous disposez d'ouvrages ou d'articles de référence ou si vous connaissez des sites web de qualité traitant du thème abordé ici, merci de compléter l'article en donnant les références utiles à sa vérifiabilité et en les liant à la section « Notes et références ».
La gauche caviar est une communauté considérée comme éloignée des milieux populaires mais se réclamant de la gauche. Elle est à rapprocher des bourgeois-bohème et de l'expression « Avoir le cœur à gauche, mais le portefeuille à droite ».

## Origine du terme
Le dictionnaire Petit Larousse définit « gauche caviar » comme une expression péjorative se référant à un « progressisme » qui « s'allie au goût des mondanités et des situations acquises ». Cette expression est un néologisme politique datant des années 1980, souvent employé par des détracteurs de François Mitterrand, et désignant un courant au sein de la gauche française, généralement au sein ou en marge (sympathisants) du Parti socialiste. La gauche caviar est ainsi accusée par la gauche de la gauche (communistes, extrême gauche), d'être, comme le décrit Laurent Joffrin, « une fausse gauche qui dit ce qu'il faut faire et ne fait pas ce qu'elle dit, une tribu tartuffe et désinvolte, qui aime le peuple et qui se garde bien de partager son sort ». « Gauche caviar » remplace en quelque sorte le classique « social-traître » qui stigmatisait les révisionnismes honnis ou les compromissions des partis se radoucissant en passant de l'opposition à la gestion d'un pays. 
Parmi les personnalités politiques, Dominique Strauss-Kahn, Roland Dumas, Bernard Kouchner, Laurent Fabius, Jack Lang ou, en d'autres temps François Mitterrand, toute l'aile de centre-gauche, blairiste ou social-libérale du PS, serait ainsi désignée par cette appellation. De nombreux intellectuels se disant de gauche, « compagnons de route », sont également concernés, à l'exemple de Françoise Sagan, ou encore Guy Bedos, Pierre Arditi, Bernard-Henri Lévy, Jean-Paul Huchon, et plus récemment Bertrand Delanoë ou Anne Hidalgo. En 2014, le conseiller politique du président François Hollande, Aquilino Morelle, démissionne à la suite d'une polémique sur un possible conflit d'intérêts professionnel ainsi que des goûts de luxe et l'utilisation des moyens de l'État pour les satisfaire, l'opposition le considérant comme un représentant de la « gauche caviar ».
Le « négatif » de la « gauche caviar » serait, toujours dans le monde médiatique, la « droite jambon-beurre » (en France), la « droite boudin » (en Belgique),  la « droite cervelas » (en Suisse) ou la « droite baloney » (au Québec), désignant des hommes politiques de droite et appartenant à l'élite économique ou liés à elle, qui se travestissant socialement pour « faire peuple » et attirer à eux la sympathie d'un électorat sociologiquement peu acquis (tendance également appelée « populisme »). Jacques Chirac manifestant son goût de la tête de veau, de la bière et du salon de l'agriculture, mais dans le privé fin amateur de grands crus, de cuisine nouvelle, de ballets et bon connaisseur des cultures asiatiques et océaniennes, a été accusé d'en faire partie. Dans un documentaire retraçant la campagne présidentielle française de 2007 (La Prise de l'Élysée), Serge Moati a utilisé l'expression « droite-œufs de lump » en allusion à l'électorat populaire et ouvrier de Nicolas Sarkozy.
Dans une chronique humoristique dans l'émission TV Vivement dimanche prochain (France 2, 2008), la comique Anne Roumanoff évoque la « droite cassoulet », la définissant ainsi : « une petite saucisse au milieu et plein de fayots autour », symbolisant Nicolas Sarkozy en chef de la majorité et tous les sarkozistes.

## Culture
Laurent Joffrin avance dans son essai Histoire de la Gauche caviar (2006)  que la pensée libérale serait devenue majoritaire dans le socialisme français. Il écrit notamment que « dans gauche caviar, le caviar l'a emporté » et souligne qu'« à l'inverse des expériences du passé, elle a été incapable de réduire le chômage, de vaincre l'exclusion, d'assurer l'égalité des chances » car « elle a oublié le peuple » et de conclure par un : « bobos de tous les pays, interrogez-vous ! ».

## Synonymes hors de France et du Québec
Une notion équivalente se retrouve hors de France sous des appellations différentes :
- Chardonnay socialist, Australie et Nouvelle-Zélande
- Salonkommunist (de) (communiste de salon), Autriche et Allemagne
- Rosedale socialist, Canada (Ontario)
- Shaughnessy socialist, Canada (British Columbia)
- Clique du Plateau faisant référence au quartier du Plateau-Mont-Royal à Montréal, Canada (Québec)
- Champagne socialist (en) (socialiste champagne), Royaume-Uni
- Αριστερός με δεξιά τσέπη, Grèce
- Radical chic (it), Italie et Radical chic (en), monde anglophone.
- Salonsocialist, salonsocialisme, salonsocialist (socialisme / socialiste de salon), Pays-Bas et Belgique
- Limousine liberal (en) ou latte liberal ou  Bourgeois bohemian, États-Unis d'Amérique
- Esquerda caviar ou Esquerda festiva, Brésil et Portugal
- Stânga de lux ou Marxism de salon, Roumanie et Moldavie
- Loungeroom left, Slovénie
- Gauche divine, Pijo-progre, Progre (apocope de progresista, progressiste), socialista de salón, Espagne
- Rödvinsvänster (red wine left) ou Lattevänster (Latte left) ou champagnevänster (gauche champagne), gauchiste vin rouge, Suède
- Rødvinssocialist au Danemark, mais aussi kystbanesocialist, kystbane désignant la ligne de chemin de fer qui dessert la côte au nord de Copenhague, où habitent beaucoup de gens aisés.
- Socialiste vin rouge, Finlande
- Cüpli-Sozialist, Suisse
- Izquierda caviar (gauche caviar), Pérou
- Smoked Salmon Socialist (socialiste saumon fumé), Irlande[8]

### Documentaire
- Stéphane Groussard, Gauche caviar. Son univers impitoyable, Paris Première, 2022.